# 洛雷达娜·迪努
洛雷达娜·迪努（羅馬尼亞語：Loredana Dinu，1984年4月2日—），旧姓约尔德基奥尤（Iordăchioiu），罗马尼亚女子击剑运动员。她曾代表罗马尼亚参加2012年和2016年夏季奥林匹克运动会击剑比赛，其中2016年奥运会获得一枚金牌。